# Шадово
Шадово — исчезнувшая деревня в Венгеровском районе Новосибирской области России. На момент упразднения входила в состав Меньшиковского сельсовета. Исключена из учётных данных в 1975 году.

## География
Располагалась на левом берегу реки Изес, в 7 км к северо-востоку от села Меньшиково.

## История
Деревня Шадова была основана в 1880 году литовскими переселенцами из Витебской и Ковенской губерний. В 1928 году состояла из 42 хозяйств. В административном отношении входила в состав Меньшиковского сельсовета Меньшиковского района Барабинского округа Сибирского края. В начале 1930-х годов в деревни был организован колхоз "Литовская победа" (в 1936 году переименован в имени Жданова, в 1951 году в «Гигант»).
Решением Новосибирского облисполкома от 12.08.1975 г. № 567а деревня исключена из учётных данных.

## Население
По переписи 1926 г. в деревне проживало 230 человек (108 мужчин и 122 женщины), основное население — литовцы.